# Zij gelooft in mij (film)
"Zij gelooft in mij" is een Nederlandse documentairefilm uit 1999, geregisseerd door John Appel. De film biedt een blik achter de schermen van het artiesten- en privéleven van de Nederlandse zanger André Hazes.

## Film
De film is samengesteld uit opnames waarbij men André Hazes tien maanden lang op de voet volgde. Van optredens in het buitenland tot in zijn eigen huis wordt de populaire zanger van het levenslied gevolgd. Hazes wordt getoond als een man die, ondanks zijn succes, nog altijd aan plankenkoorts lijdt en wiens gezondheid en relatieproblemen vaak extra kopzorgen creëren.

## Prijzen
"Zij gelooft in mij" was een groot succes en werd meermaals bekroond, onder meer als beste film op het IDFA, waarmee het de Joris Ivens Award won. Ook Hazes' eigen carrière kreeg hierdoor nieuwe aandacht.